# Earl Kemp Long
Pour les articles homonymes, voir Long.
Earl Kemp Long, né le 26 août 1895 et mort le 5 septembre 1960, est une personnalité politique américaine, frère cadet de Huey Long.

## Biographie
Il a été gouverneur de Louisiane à trois reprises (1939–1940, 1948–1952, et 1956–1960). Fils de Huey Long, il eut une vie mouvementée et fut élu Représentant Démocrate (Representative) malgré des faiblesses psychiatriques, contestées par lui. Il mourut quelques jours après son élection.

## Dans la culture populaire
Le film Blaze est inspiré de sa vie d'après le livre Blaze Starr: My Life as Told to Huey Perry, biographie de Blaze Starr, ancienne stripteaseuse et compagne de Earl Long.